# Чисельність вовків за країнами

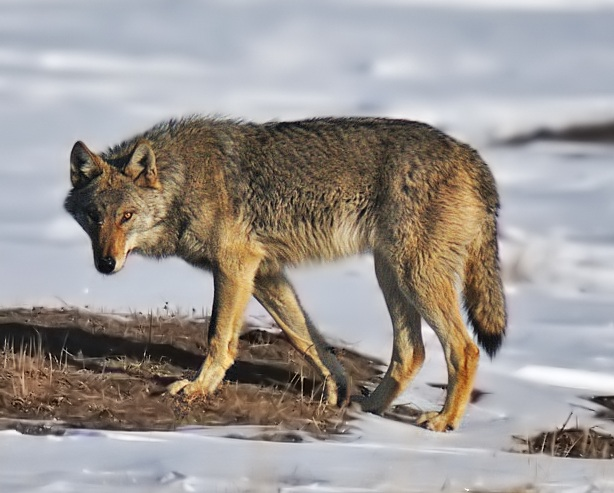

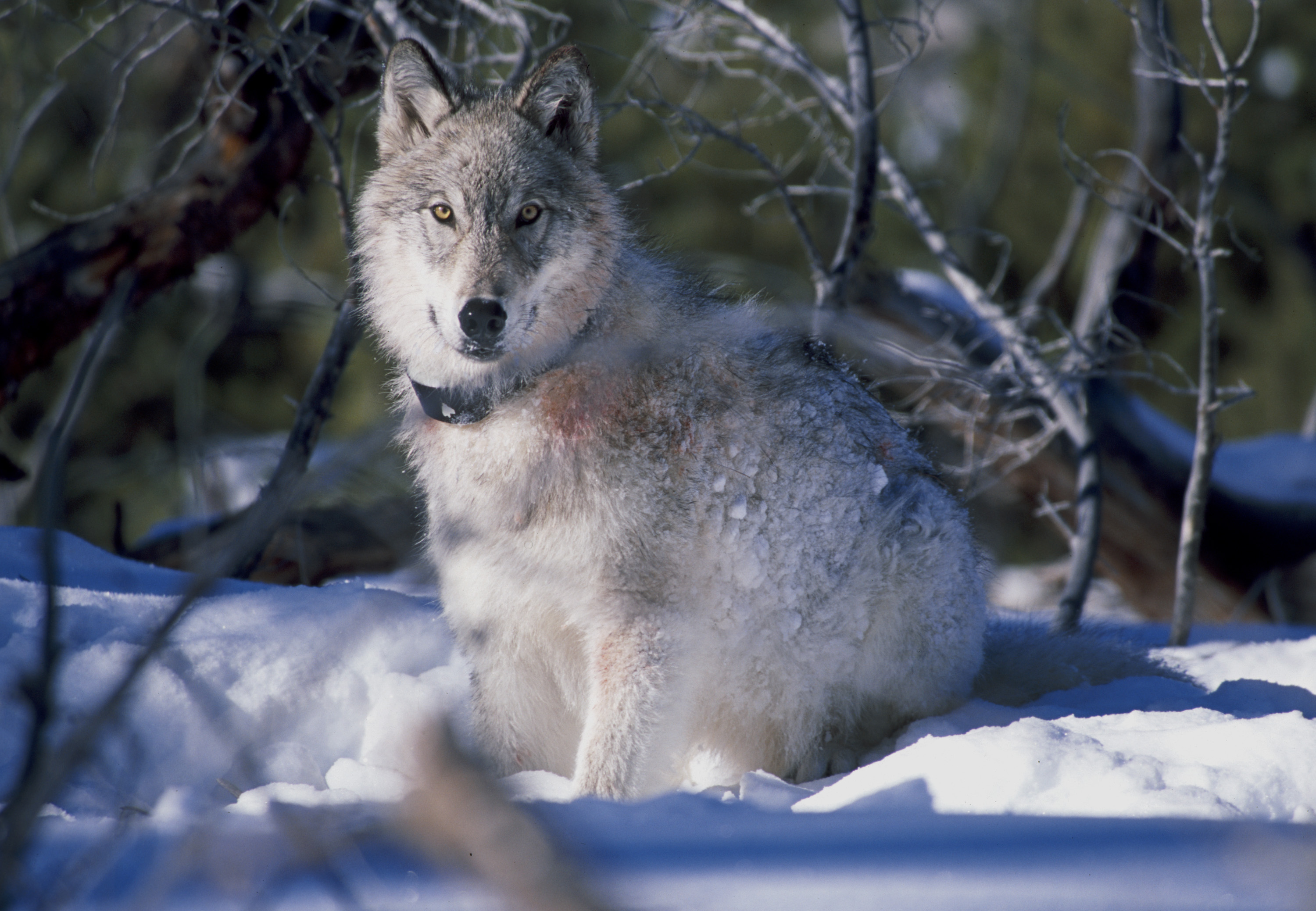

Світова популяція вовка, за оцінкою, становить 300 тис. особин. Вовк поширений в Євразії та Північній Америці. В Євразії трапляється на Піренейському півострові, в Італії, Скандинавії, на Балканах, в Румунії, Україні, і далі — практично в усій північній та центральній Євразії аж до Чукотського півострова; але в багатьох частинах ареалу є досить рідкісним. На північноамериканському континенті сучасна південна межа ареалу вовка приблизно збігається із кордоном США та Канади.
Майже на всій території ареалу чисельність вовка зменшується. Найбільшою загрозою виду є цілеспрямоване знищення (відстріл та спортивне полювання). В деяких країнах вовк охороняється, держава відшкодовує селянам завдані вовками збитки. В більшості країн охоронний статус вовка неврегульований, а в Україні вовк необґрунтовано внесений до списку «шкідливих видів» (єдина країна в Європі, що внесла вовка у цей список). Через це полювання на вовків дозволене в Україні протягом всього року і практично без обмежень кількості відстріляних вовків. Крім того, вовку загрожує розширення ареалу койотів і шакалів, які швидше адаптуються до антропогенних факторів, ніж вовк.

## Список
Список подано від країни з найбільшою популяцію вовка, і далі у порядку згасання.
| №   | Країна                     | Чисельність вовків (рік оцінки) | Щільність, ос./1000 км² (до загальної площі країни) | Охоронний статус | Примітки |
| 1   | Канада                     | 60000 (2010)                    | 6,0                                                 | | |
| 2   | Казахстан                  | 30000 (2010)                    | 11,0                                                | Не охороняється. Об'єкт спортивного полювання                                                                                     | Чисельність стабільна |
| 3   | Росія                      | 25000-30000 (2010)              | 1,46-1,75                                           | Не охороняється. В деяких регіонах відстрілюється як шкідливий вид.                                                               | |
| 4   | Монголія                   | 10000-20000 (2010)              | 6,3-12,7                                            | Не охороняється. Об'єкт спортивного полювання                                                                                     | Чисельність стабільна |
| 5   | США                        | 18000 (2010)                    | 1,83                                                | | |
| 6   | Китай                      | 13000 (2010)                    | 1,35                                                | Не охороняється. Об'єкт спортивного полювання                                                                                     | Чисельність зменшується |
| 7   | Туреччина                  | 7000 (2010)                     | 8,9                                                 | Не охороняється. Об'єкт спортивного полювання                                                                                     | |
| 8   | Киргизстан                 | 4000 (2010)                     | 20                                                  | Не охороняється. Об'єкт спортивного полювання                                                                                     | Чисельність стабільна |
| 9   | Іран                       | 3000 (2015)                     | 1,82                                                | Охороняється законом. Штраф за вбивство вовка $3000. Виплачується компенсація за збитки худобі                                    | |
| 10  | Іспанія                    | 2000-3000 (2010)                | 4-6                                                 | Охороняється в південних регіонах. Є об'єктом спортивного полювання на півночі. Виплачується компенсація за збитки худобі         | Популяція збільшується |
| 11  | Польща                     | 2500 (2017)                     | 8,0                                                 | Охороняється законом. Виплачується компенсація за збитки худобі                                                                   | Популяція збільшується |
| 12  | Румунія                    | 2500 (2010)                     | 10,5                                                | Охороняється законом. | |
| 13  | Узбекистан                 | 2000 (2010)                     | 4,45                                                | Не охороняється. Об'єкт спортивного полювання                                                                                     | Чисельність стабільна |
| 14  | Україна                    | 2500-3000 (2014)                | 4,2-5,0                                             | Обмежені законом терміни полювання, заборонено вбивство вагітних самиць та вовченят. За втрату худоби не виплачується компенсація | Популяція стабільна. Найбільша чисельність у степовій зоні, лісах Полісся та в Чорнобильській зоні відчуження, стабільна чисельність в Карпатах.                                                                           |
| 15  | Білорусь                   | 1500-2000 (2010)                | 7,2-9,6                                             | Охороняється лише у заповідниках. За втрату худоби не виплачується компенсація.                                                   | Є об'єктом спортивного полювання. |
| 16  | Таджикистан                | 1700 (2016)                     | 11,8                                                | Не охороняється. Об'єкт спортивного полювання                                                                                     | Чисельність стабільна |
| 17  | Болгарія                   | 1000-1200 (2010)                | 9,0-10,8                                            | Не охороняється державою | |
| 18  | Греція                     | 1020 (2010)                     | 7,7                                                 | Захищається законом. Виплачується компенсація за збитки худобі                                                                    | |
| 19  | Північна Македонія         | 1000 (2010)                     | 38,9                                                | Не охороняється державою | |
| 20  | Туркменістан               | 1000 (2010)                     | 2,0                                                 | Не охороняється. Об'єкт спортивного полювання                                                                                     | Чисельність стабільна |
| 21  | Індія                      | 1000 (2010)                     | 0,3                                                 | Не охороняється державою | Чисельність зменшується |
| 22  | Італія                     | 600-700 (2007)                  | 2,0-2,3                                             | Захищається законом. Виплачується компенсація за збитки худобі                                                                    | Популяція стабільна. Поширений переважно на півночі країни. |
| 23  | Саудівська Аравія          | 250-700 (2010)                  | 0,11-0,32                                           | Не охороняється | Популяція стабільна |
| 24  | Латвія                     | 600 (2008)                      | 9,3                                                 | Захищається законом. | Популяція зменшилася у порівнянні з 1990 роком. |
| 25  | Франція                    | понад 500 (2018)                | 0,78                                                | Захищається законом. Виплачується компенсація за збитки худобі                                                                    | Популяція зростає. Поширений переважно в Піренеях та Альпах. |
| 26  | Сербія, Чорногорія, Косово | 500 (2010)                      | 4,9                                                 | | |
| 27  | Боснія і Герцоговина       | 400 (2010)                      | 7,1                                                 | Не охороняється законом. | Популяція зменшується |
| 28  | Словаччина                 | 350-400 (2014)                  | 7,1-8,1                                             | Об'єкт спортивного полювання | |
| 29  | Литва                      | 300-400                         | 4,6-6,1                                             | Вид не охороняється, компенсацію отримує лише застрахована худоба                                                                 | Популяція зростає |
| #30 | Швеція                     | 300 (2013)                      | 0,66                                                | Захищається законом. Виплачується компенсація за збитки худобі                                                                    | |
| 31  | Португалія                 | 200-300 (2010)                  | 2,1-3,2                                             | Повний захист. Виплачується компенсація за збитки худобі                                                                          | Популяція стабільна |
| 32  | Албанія                    | 250 (2010)                      | 8,7                                                 | Охороняється державою | Популяція збільшується |
| 33  | Угорщина                   | 250 (2010)                      | 2,68                                                | Охороняється державою | |
| 34  | Естонія                    | 200 (2007)                      | 4,44                                                | Захищається законом. Виплачується компенсація за збитки худобі                                                                    | Чисельність вовка регулюється штучно |
| 35  | Хорватія                   | 200 (2010)                      | 3,5                                                 | Захищається законом. Штраф за вбивство вовка $6000. Виплачується компенсація за збитки худобі                                     | Популяція стабільна |
| 36  | Йорданія                   | 200 (2010)                      | 2,2                                                 | Не охороняється | Популяція зменшується через полювання |
| 37  | Сирія                      | 200 (2000)                      | 1,08                                                | Не охороняється | |
| 38  | Німеччина                  | 200 (2007)                      | 0,56                                                | Захищається законом. У деяких регіонах виплачується компенсація за збитки худобі                                                  | Вовк вимер у Німеччині на початку XX століття. У 1998 році на сході країни вперше спостерігали вовків, що мігрували з Польщі. Чисельність вовка постійно збільшується.                                                     |
| 39  | Ізраїль                    | 150 (2010)                      | 7,2                                                 | Захищається законом. Виплачується компенсація за збитки худобі                                                                    | Популяція стабільна |
| 40  | Ірак                       | 115 (2000)                      | 0,26                                                | Не охороняється | |
| 41  | Фінляндія                  | 97-106 (2013)                   | 0,28-0,31                                           | Захищається законом. Виплачується компенсація за збитки худобі державою або страховими компаніями                                 | Популяція стабільна. Є контрольний відстріл у регіонах розведення північних оленів. |
| 42  | Гренландія                 | 20-100 (2010)                   |                                                     | Захищається законом. | Трапляється на півночі острова |
| 43  | Норвегія                   | 68 (2013)                       | 0,17                                                | Захищається законом, але видається ліцензія на регулювання чисельності. Виплачується компенсація за збитки худобі                 | Вовк вимер у Німеччині на початку XX століття. У 1998 році на сході країни вперше спостерігали вовків, що мігрували з Польщі. Чисельність вовка постійно збільшується.                                                     |
| 44  | Швейцарія                  | 50-60 (2016)                    | 1,2-1,4                                             | Захищається законом. Урядом кантонів виплачується компенсація за збитки худобі                                                    | Періодично спостерігаються мігруючі особини з Франції та Італії. У 2012 році вперше зафіксовано розмноження. Другий виводок спостерігався у 2015 році.                                                                     |
| 45  | Словенія                   | 40-60 (2017)                    | 2-3                                                 | Захищається законом. Виплачується компенсація за збитки худобі                                                                    | |
| 46  | Ліван                      | 50 (2010)                       | 4,8                                                 | Не охороняється | |
| 47  | Молдова                    | 45-50 (2014)                    | 1,36                                                | Не охороняється | |
| 48  | Чехія                      | 20 (2010)                       | 0,25                                                | Захищається законом. | Популяція стабільна |
| 49  | Данія                      | 9 (2017)                        | 0,21                                                | Захищається законом. Виплачується компенсація за збитки худобі                                                                    | У Данії останній вовк був застрелений у 1813 році, але в 2009, 2010 та 2012 роках були спостереження мігруючих вовків. У 2017 році вперше спостерігали молодих вовченят                                                    |
| 50  | Ліхтенштейн                | 1 (2018)                        | —                                                   | | 25 грудня 2018 року на території країни вперше в історії спостерігали вовка, що мігрував зі Швейцарії. |
| —   | Бельгія та Нідерланди      | невідомо (2012)                 | —                                                   | Захищається законом. | З 2011 року спостерігаються заходження одиноких вовків з Франції та Німеччини. Постійного населення, ймовірно, немає. |
| —   | Австрія                    | невідомо (2016)                 | —                                                   | | Вовк вимер в Австрії у 1882 році. З 2008 року в країні почали з'являтися мігруючи особини з Італії, Словенії та Швейцарії. У 2016 році камери зафіксували двох вовченят. Це перший випадок розмноження вовка за 130 років. |
| —   | Афганістан                 | дані відсутні (2010)            | —                                                   | Не охороняється | |
| —   | Непал                      | дані відсутні (2010)            | —                                                   | Не охороняється | |
| —   | Бутан                      | дані відсутні (2010)            | —                                                   | Не охороняється | |
| —   | Мексика                    | 0 (зник у 1970-х)               | 0                                                   | | |
| —   | Велика Британія            | 0 (вимер у кінці XIX століття)  | 0                                                   | | |
| —   | Ірландія                   | 0 (вимер у 1786 році)           | 0                                                   | | |